# Torque Induction System
Het Torque Induction System (TIS) is een spoelsysteem van Yamaha-motorfietsen met tweetaktmotoren dat gebruikmaakt van een reed valve en zeven poorten per cilinder.
Het werd gebruikt bij de OW 20 (YZR 500) wegracer uit 1973, waar onder anderen Giacomo Agostini mee reed, maar ook op de TY 250 trialmotor, de Rajdoot 350 en de crossmotoren vanaf dat jaar.